# خلومین
خلومین (به چکی: Chlumín) یک منطقهٔ مسکونی در جمهوری چک است که در ناحیه میلنیک واقع شده‌است. خلومین ۶٫۳۹ کیلومتر مربع مساحت و ۴۴۹ نفر جمعیت دارد و ۱۶۵ متر بالاتر از سطح دریا واقع شده‌است.